# アイ・ファイン
アイ・ファイン（I - fain）は、メジャーリーガー・鈴木一朗（イチロー）所縁の品が展示されている施設。

## 概要
2000年（平成12年）11月にオープンしたイチローの展示ルーム（人物記念館）で、故郷である愛知県西春日井郡豊山町に所在する。施設にはイチローが野球をはじめ現在に至るまでのコレクションが展示公開されているほか、イベントなども開催される。施設の運営は、イチローの父である鈴木宣之が代表を務める会社、BTRが行なっている。

## 利用案内
営業時間
10時30分 - 16時30分（※ 最終受け付けは、16時）
休館日
毎週月曜日と火曜日（※ ただし祝日の場合は、営業）、臨時休館日
入館料
大人：900円、子供：300円

## 所在地
- 愛知県西春日井郡豊山町豊場四ツ塚53[2]

## 交通アクセス
- 名鉄犬山線「西春駅」から名鉄バスに乗り換え「空港西」バス停で下車、徒歩で約10分[4]。

## 周辺
- 県営名古屋空港